# Donkey Kong 64
Donkey Kong 64 är ett spel utvecklat av Rare. Spelet utkom den 22 november 1999 i USA till Nintendo 64.
I Donkey Kong 64 tar för första gången DK-spelserien steget in i den tredimensionella spelvärlden. Man får också denna gång möjligheten att kontrollera fler Donkey Kong-figurer än tidigare, alla med sina unika färdigheter. Spelet baseras i praktiken på att samla gyllene bananer och att hitta bananer för att låsa upp dörrarna till bossen på varje bana. Spelet består av ön DK Island, som i sin tur är uppdelad i banor.
I spelet introducerades raplåten DK Rap, skriven av Grant Kirkhope.

## Handling
DK Isle anfalls av kremling-ledaren King K. Rool, men King K. Rools egna mekaniska skepp går på grund en bit utanför. För att ta sig till honom och rädda sin ö måste nu Donkey Kong och hans vänner hjälpas åt för att samla guldbananer och samtidigt rädda K. Lumsy från sitt fängelse, K. Lumsy var först allierad med King K. Rool men han gillade aporna så mycket så att han inte ville attackera dem, så när han protesterade så blev han fängslad av King K. Rool och för att rädda honom så måste man besegra bossarna på öns olika banor och få nycklar efter varje boss för att låsa upp varje lås på K. Lumsys bur och slutligen besegra King K. Rool innan han attackerar Donkey Kongs ö med en kraftfull laser från sitt skepp. Ö-världen fungerar lite som en "ingångsvärld" liknande den i Super Mario 64. På de olika öarna finns det totalt 8 portaler, som leder till olika banor som alla har sitt eget tema.
| Bana            | Miljö/Tema               |
| --------------- | ------------------------ |
| Jungle Japes    | Djungel                  |
| Angry Aztec     | Aztekisk öken            |
| Frantic Factory | Leksaksfabrik            |
| Gloomy Galleon  | Piratvik                 |
| Fungi Forest    | Svampskog                |
| Crystal Caves   | Kristallgruva            |
| Creepy Castle   | Spökslott                |
| Hideout Helm    | King. K Rools högkvarter |

## Figurer

### Spelbara figurer
Från en början är det bara möjligt att spela som Donkey Kong, men ju längre man kommer i spelet kan man rädda flera apor. Totalt finns sex spelbara figurer:
- Donkey Kong
- Diddy Kong som räddas på banan Jungle Japes.
- Tiny Kong som räddas på banan Angry Aztec.
- Lanky Kong som räddas på banan Angry Aztec.
- Chunky Kong som räddas på banan Frantic Factory.
- Krusha som låses upp efter att man tagit foton på femton banan-feer, endast spelbar på multiplayerläget. Har samma animationer och fysik som Chunky Kong, men hans vapen skjuter exploderande apelsiner istället.

Varje spelbar Kong har unika färdigheter som behövs för att hitta olika gyllene bananer. Därför måste man under spelets gång växla figur.

### Icke spelbara figurer
Det finns flera icke spelbara figurer som står på de spelbara apornas sida, till exempel Cranky Kong. Han hjälper de spelbara figurerna genom att sälja elixir vilket ger dem förmågor som är nödvändiga för att ta sig vidare i spelet. Funky Kong är en stor och muskulös apa. Han hjälper till genom att sälja skjutvapen som skjuter iväg olika typer av frukter och/eller tropiska saker. Candy Kong säljer instrument och förser även de spelbara aporna med meloner, som gör att de tål mer skada utan att tuppa av. Alla tre ovannämnda apor i detta stycke bor i hus som finns utspridda över de olika banorna. Man måste ofta besöka dem för att kunna ta sig vidare i spelet, men det är inte alltid nödvändigt. Ibland underlättar det enbart och är inte ett tvång.
King K. Rool är den huvudsaklige antagonisten i spelet. Han har stulit alla de gyllene bananerna och dessutom hotar han att förstöra Donkey Kong-världen med sin jättelika kanon. K. Lumsy är inlåst för att han vägrade följa K. Rolls order om att förstöra DK ön. Han är en jättelik kremling som till skillnad från andra kremlings sympatiserar med aporna. Det är totalt åtta lås vars nycklar ägs av K. Rolls mer inflytelserika underhuggare, bossarna i de olika banorna. Wrinkly Kong är Cranky Kongs avlidne fru och Donkey Kongs avlidna mamma. I Donkey Kong 64 är hon ett spöke. Hon ger råd till de olika aporna innan de ska bege sig in i en portal till en bana.
Snide är en vessla som jobbade för K. Rool innan han fick sparken. Han har nu bestämt sig för att alliera sig med Kong-familjen och hjälper till genom att samla på sig delar av ritningen för K. Rools skepp, som spelaren kan hitta genom att besegra Kasplats. För varje del av ritningen som spelaren hittar, desto längre tid får man på sig i Hideout Helm. Man får även en Golden Banana för varje återlämnad del, när ritningen är komplett kan man spela alla minispel hos Snide. Squawks är en papegoja som varnar Donkey Kong om K. Rolls invasion i början av spelet. Han återkommer även när en ny Kong är räddad och när Tiny Kong är krympt och behöver transport till olika ställen, som annars skulle vara omöjliga att nå.

## Kontroller
Den som har spelat Super Mario 64 eller något annat plattformsspel på Nintendo 64 – som är utvecklat av Rare eller Nintendo – kommer snabbt att finna sig till rätta. De klassiska kontrollerna finns här; med A hoppar man, med B slår man, med Z duckar man och med styrspaken rör man sig framåt i olika mycket takt, beroende på hur mycket man drar den. Detta är "grundkontrollerna". Om man använder sig en kombination av dessa, t.ex. A och B hoppar man och slår i luften. C-knapparna används för att man ska kunna byta kameravinkel, men också för att kunna ta fram sitt vapen(C-Vänster + Z), kasta apelsin (C-Höger + Z), spela sitt instrument (C-Upp + Z) samt att ta fram sin kamera (C-Ner + Z). Utöver detta får varje spelbar figur tre "unika moves" av Cranky Kong.

## Multiplayer(Kong Battle)
I multiplayerläget kan man vara upp till 4 personer. Det går att välja bland tre arenor och fem olika spellägen. De figurer som man kan välja bland är de samma som på singleplayerläget, men Krusha är också spelbar om man har låst upp honom genom att ta foton på femton olika banan-feer. Här nedan följer en lista på olika spellägen.
- Survival: Varje spelare får ett bestämt antal liv, den som ensam står kvar som överlevare har vunnit.
- Coin Hoard: Här gäller det att samla så mycket mynt som möjligt, vinnaren är den som har mest antal mynt när tiden tar slut.
- Wins: Den som har eliminerat flest motståndare är vinnare i detta spelläge. En spelomgång avslutas när en spelare har eliminerat ett bestämt antal motståndare.
- Timer: Samma som wins, men här avslutas spelet när tiden tar slut. Vinnaren är den som har eliminerat flest motståndare.
- Capture: Ett mynt blir slumpmässigt placerat i banan, det gäller att behålla myntet en så lång tid som möjligt. När tiden tar slut, är vinnaren den som har behållit myntet längst tid.